# 민현식
민현식(閔賢植, 1946년 10월 21일~)은 대한민국의 건축가이다.
서울대학교 건축학과를 졸업한 후 공간연구소, 원도시 건축에서 실무를 익혔으며, 런던 AA 스쿨에서 수학하였다. 1996년 건축사사무소 기오헌(寄傲軒) 을 설립하였고, 1997년 이후 한국예술종합학교 미술원 건축과 교수로 재직하였다.

## 생애
민현식은 1946년 대한민국 경상남도에서 태어났다. 공간그룹에서 김수근 밑에서 경력을 쌓았고, 원도시 건축으로 옮겨와 실무를 계속하였다. 1980년 이래로는 건축가 윤승중 과 원도시 건축에서 파트너로 협업하였다. 이후 1989년에서 1990년 사이 1년간 런던 AA스쿨에서 수학하였고, 1992년부터 자신의 건축사무소(민현식 건축연구소, (현)기오헌寄傲軒)를 운영하였다. 민현식은 최근까지 교수로 재직했던 한국예술종합학교 미술원의 건축과를 1997년에 설립한 주요 구성원이다.

## 활동
마당 깊은 집, 봉천동 아파트, 동숭교회, 서울과 아산 및 중국 칭다오 등에 일련의 (주)신도리코건물들, 국립국악중고등학교, 한국전통문화학교, 대전대학교, KIST 복합소재연구소 등 연구교육시설, 파주출판도시설계, 아시아문화중심도시 광주 기본구상, 제주특별자치도 경관 및 관리계획, 수원화성역사문화도시 기본계획, 가고 싶은 섬-매물도 등 도시관련프로젝트 등의 작품과 작업들, 그리고 4.3건축가 그룹, 건미준(건축의 미래를 준비하는 모임)등의 사회활동을 통하여, “비움의 구축”이라는 화두를 가지고, 이 땅, 이 시대 건축과 도시의 새로운 이론을 구축하며, 그것의 건축적 실천에 몰두하고 있다.
4.3그룹 건축전, 1996/2002 베니스 건축비엔날레, 구림마을 흙의 축제 등 건축전에 참가하였으며, 미국 펜실베니아 대학교 초청‘비움의 구축’(민현식+승효상) 건축전,“S(e)oul-scape” 등을 가진바 있다. 저서로는 ‘땅의 공간-땅의 형국을 추상화하는 작업’(미건사),‘비움의 구축’(동녁),‘건축에게 시대를 묻다-민현식의 한국현대건축읽기’(돌베개) 등이 있다.
그의 주목할 만한 대중과의 소통의 시작은 1992년 ‘시대의 반향’ 전시에서 ‘마당 깊은 집’이라는 작품으로부터 시작되었다. 이후 그는 새로운 이슈를 가지고 계속하여 작업을 선보여 왔는데, 현상학적 미학, 불확정적 공간으로서의 마당, 건축적 랜드 스케이프, 비움의 구축과 같은 주요 화두는 그의 작품을 이해하는 키워드이다. 그의 건축적 관심은 도시의 문제로 확장되어, 파주출판도시, 아시아문화중심도시 광주의 계획 디자인 등 여러 도시계획과 도시 디자인에 참여하였다. 항상 논쟁의 중심에 있었던 그의 작업과 건축에 대한 생각들은 한국현대 건축과 도시의 문제에 있어 중요한 전환점이 되었다. 무엇보다도 그의 작업의 중심에는 한국의 전통사상에서 기인한 비움의 구축이라는 화두가 자리한다.
땅의 지형을 추상화하는 것을 통해 그는 독특한 건축적 랜드스케이프를 구축한다. 그의 건축철학은 건축의 다른 차원을 연구하는 방법을 제시하고 있다. 그의 작업들은 단순히 한국현대건축의 독자성을 밝히는 것뿐만 아니라 미래의 이론을 발전시키고 확장시키는 역할을 한다. 여러 건축작업들과 출판, 기사, 교육, 그리고 1996/2000/2002년 베니스 비엔날레를 포함한 국제전시, 2003년 펜실베니아 대학교에 의해 초대된 “비움의 구축”전 과 2005년 베를린 ‘파주출판도시’전 등을 통해 드러난 그의 건축에 대한 근본적이고 창조적인 생각들은 건축영역에서의 그의 넓은 영향력을 보여준다. 공간대상 건축상, 김수근문화상, 건축가협회 아천상, 건축가협회 엄덕문상, 한국건축문화대상 설계부문 우수상, 국립중앙박물관 국제현상설계 가작, 일맥문화대상 문화예술상, 수회의 건축가협회상 등을 수상하였으며, 문화재위원(경관분과), 한국건축가협회 명예이사(FKIA), 미국건축가협회 명예회원(Hon. FAIA)으로 추대되었다.
건축가 김태수는 “건축과 사회 그리고 예술혼의 진실성에 대한 그의 지식과 이해의 깊이는 견줄 데 없다. 만일 우리가 건축가는 지적 감수성을 가지고 보편성을 탐구하는 사람이라는 데 동의한다면, 그는 그런 사람이다.”라고 평가했다.

## 주요 경력
- 2006년 미국건축가협회 명예회원 (Hon. FAIA)
- 2005년 (사)한국건축가협회 명예이사 (FKIA)
- 2002년~2004년 한국예술종합학교 미술원 원장
- 1997년~2012년 한국예술종합학교 건축과 교수
- 1997년~ 건축사사무소 기오헌 고문
- 1996년~1997년 건축사사무소 기오헌 대표
- 1992년~1996년 민현식건축연구소 대표
- 1980년~1992년 원도시건축
- 1974년~1975년 건축동인 장
- 1972년~1974년 공간연구소

## 대표작

### 건축물
- (주)신도리코 서울본사 및 공장 / 아산공장 / 기숙사 / 중국판매본부(칭다오 고신구) 및 칭다오 공장 등
- 국립국악중고등학교 (서울)
- 한국전통문화학교 (부여)
- 문태고등학교
- 의정부 성약교회
- 윤이상 기념관
- 대전대학교 마스터플랜 / 제2기숙사 / 맥센타 / 문무관 등
- 임진각 평화누리
- 파주출판문화정보산업단지 마스터플랜 및 인포룸 / 말과창조사 / 북센 출판물종합유통센타 등
- 동숭교회

### 도서
- 땅의 공간:땅의 형국을 추상화하는 작업. 미건사 (1998년). ISBN 9788975410178
- 비움의 구축 (민현식外 2인). 동녘 (2005년). ISBN 9788972974789
- 건축이란 무엇인가:우리 시대 건축가 열한 명의 성찰과 사유 (민현식外 10인). 열화당 (2005년). ISBN 9788930101714
- 건축에게 시대를 묻다[깨진 링크(과거 내용 찾기)]. 돌베개 (2006년). ISBN 9788971992487